# Писаревич Ігор Григорович
І́гор Григо́рович Писаре́вич (17 травня 1971, м. Червоноград, Львівська область — 28 квітня 2022, біля м. Рубіжного, Луганська область, Україна) — український військовослужбовець, солдат Збройних сил України, учасник російсько-української війни. Почесний громадянин міста Тернополя (2022, посмертно).

## Життєпис
Ігор Писаревич народився 17 травня 1971 року в місті Червонограді на Львівщині.
З початком російського вторгнення в Україну 2022 року повернувся з Канади, і одразу пішов у військкомат, де потрапив до Тернопільського територіального батальйону. Згодом добровільно написав рапорт і поїхав добровольцем на схід. Служив водієм стрілецького відділення військової частини А-7284. Загинув 28 квітня 2022 року під час обстрілу біля м. Рубіжного на Луганщині, внаслідок вибухів та осколків.
Похований 6 травня 2022 року на Алеї Героїв, що на Микулинецькому кладовищі.

## Нагороди
- почесний громадянин міста Тернополя (22 серпня 2022, посмертно)[1].